# Mailand–Sanremo 1979
Mailand–Sanremo 1979 war die 70. Austragung von Mailand–Sanremo, eines eintägigen Straßenradrennens. Es wurde am 17. März 1979 über eine Distanz von 288 km ausgetragen.
Das Rennen wurde von Roger De Vlaeminck vor Giuseppe Saronni und Knut Knudsen gewonnen.

## Teilnehmende Mannschaften
| Gis Gelati SCIC-Bottecchia Bianchi-Faema Sanson-Luxor TV-Campagnolo | San Giacomo-Mobilificio-Alan CBM Fast-Gaggia Renault-Gitane IJsboerke-Warncke Eis | Inoxpran Mecap-Hoonved Peugeor-Esso-Michelin TI-Raleigh-McGregor | Miko-Mercier-Vivagel Splendor-Euro Soap Flandria-Ça va seul Lano-Boule d’Or | Kas-Campagnolo Fiat Marc Zeep Savon-Superia Safir-Geuze-Saint-Louis-Ludo | Zonca-Santini DAF Trucks-Aida Willora-Piz Buin Moliner-Vereco | Sapa Assicurazioni-Frontini Carlos–Galli–G.B.C. Magniflex-Famcucine |

## Ergebnis
| Rang | Fahrer              | Team                       | Zeit       |
| ---- | ------------------- | -------------------------- | ---------- |
| 01   | Roger De Vlaeminck  | Gis Gelati                 | 7h 05′ 44″ |
| 02   | Giuseppe Saronni    | SCIC-Bottecchia            | + 0″       |
| 03   | Knut Knudsen        | Bianchi-Faema              | + 0″       |
| 04   | Francesco Moser     | Sanson-Luxor TV-Campagnolo | + 0″       |
| 05   | Giuseppe Martinelli | San Giacomo                | + 0″       |
| 06   | Luciano Borgognoni  | CBM Fast-Gaggia            | + 0″       |
| 07   | Bernard Hinault     | Renault-Gitane             | + 0″       |
| 08   | Daniel Willems      | IJsboerke–Warncke Eis      | + 0″       |
| 09   | Giovanni Mantovani  | Inoxpran                   | + 0″       |
| 10   | Mario Beccia        | Mecap-Hoonved              | + 0″       |